# Jean-Bernard de Pointis

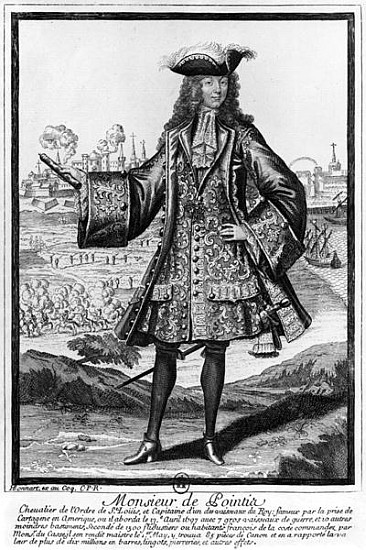
Jean Bernard de Pointis

Jean-Bernard Louis de Saint-Jean, Baron de Pointis, Seigneur von Champigny-Chamussay und Sainte-Julitte, bekannt als Jean-Bernard de Pointis bzw. Bernard Desjean (* 7. Oktober 1645 in Vouvray, Touraine, Frankreich; † 24. April 1707 in Champigny-sur-Marne, Frankreich) war ein französischer Seeoffizier des 17. Jahrhunderts und frühen 18. Jahrhunderts. Ausgebildet von Duquesne und Tourville, zeichnete er sich durch den Überfall auf Cartagena am 2. Mai 1697 aus. Er beendete seine Karriere nach der Seeschlacht bei Marbella im Rang eines Chef d’escadre (Konteradmiral).

## Biografie

### Herkunft und Familie
Jean-Bernard de Pointis entstammte einer Adelsfamilie aus der Grafschaft Comminges in der Haute-Garonne, deren Ursprünge bis ins 13. Jahrhundert zurückreichen. Die Familie Saint-Jean de Pointis wurde 1666, 1667, 1668 und 1669 durch Dekrete der Generalitäten Guyenne, Languedoc, Toulouse und Montauban in den Adelsstand erhoben. Das Familienwappen zeigt in Blau eine schwarze, silberne Glocke mit Zinnen, flankiert von drei goldenen Sternen. Die Krone des Marquis trägt den Wahlspruch: „Eine kleine Glocke, großer Klang.“ Zwei Gemeinden tragen seinen Namen: Pointis-Inard im Arrondissement Saint-Gaudens und Pointis-de-Rivière in der Gemeinde Barbazan.
Sein Vater, Hugues de Saint-Jean, der Herr von Pointis, war Sergeant Major des Rambures-Regiments und Knappe von Monseigneur d’Épernon. Seine Mutter, Marie de Morin, war die Tochter von Jean Morin, Herr von La Turmelière, Berater des Königs und Kriminalleutnant in der Residenzstadt Loches, in der er außerdem Bürgermeister war.

### Karriere in der königlichen Marine

#### Kampf gegen die Barbaresken-Piraten im Mittelmeer und Pfälzischer Erbfolgekrieg
Pointis trat schon in jungen Jahren der Marine bei und wurde 1672 zum enseigne de vaisseau (Fähnrich) und 1677 zum lieutenant de vaisseau  (Leutnant zur See) befördert. Zuvor war er bei allen Seeschlachten des Holländischen Krieges beteiligt: bei Solebay (1672), bei der Ersten und Zweiten Seeschlacht von Schooneveld (1673), bei Texel (1673) und bei Tobago (1677).
In den 1680er Jahren nahm er unter dem Kommando von Duquesne an verschiedenen Expeditionen gegen die Barbaresken-Piraten teil. Er zeichnete sich erstmals 1681 beim Angriff auf Tripolis aus und in den folgenden zwei Jahren beim Beschuss von Algier, bei dem er mit großer Tapferkeit eine galiote à bombe (deutsch: Bombarde) befehligte, sowie schließlich 1684 bei der Strafexpedition gegen Genua. 1684 wurde er zum commissaire d'artillerie (Artilleriekommissar) und 1685 zum capitaine de vaisseau (Kapitän zur See) ernannt. Nachdem Jean II. d’Estrées 1685 erneut gegen Tripolis entsandt worden war, bot sich Pointis eine neue Gelegenheit, sich auszuzeichnen. Er trotzte feindlichem Feuer, um die Hafeneinfahrt auszukundschaften, was die Annäherung französischer Schiffe und die Errichtung neuer Batterien erleichterte. Anschließend brach das Geschwader auf, um Tunis zu beschießen. 1687 wurde er zum commissaire général de l'artillerie (Generalkommissar der Marineartillerie) ernannt.
Im Pfälzischen Erbfolgekrieg kämpfte er unter dem Kommando von Tourville. Nach Abschluss einer Mission in England diente er in Irland als Generalleutnant der Artillerie bei der Belagerung von Londonderry (1689). Während der Seeschlacht von Beachy Head am 10. Juli 1690 kommandierte er die Le Courtisan, ein 66-Kanonen-Schiff an der Spitze von Tourvilles Flotte, die die vereinigten Flotten Englands und der Niederlande bei Kämpfen bei der Isle of Wight und bei Cap Fréhel besiegte.
1691 brach er unter dem Kommando von d'Estrées zu Kämpfen im Mittelmeer auf. Am 22. Juli traf das Geschwader vor Alicante ein, und Pointis wurde beauftragt, den Hafen unter Beschuss der Stadt auszukundschaften. Er befehligte die Artillerie und vertrieb den Feind aus dem Fort. Anschließend beteiligte er sich, erneut unter d'Estrées, an der Bombardierung Barcelonas.
1693, bei der Gründung des Königlichen und Militärischen Ordens von Saint-Louis, wurde er zum Ritter geschlagen und erhielt eine Pension von 1.500 Livres, die später auf 2.000 Livres erhöht wurde. 1694 beteiligte er sich an der Verteidigung von Le Havre gegen den Angriff eines englischen Geschwaders.

#### Die Eroberung von Cartagena de Indias

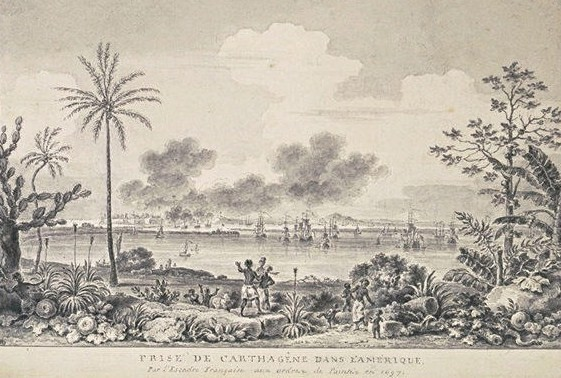
Die Eroberung Cartagenas 1697 war Pointis' berühmteste Heldentat.

Ende 1696 entwickelte de Pointis den Plan zur Eroberung der spanischen Siedlung Cartagena in der Karibik. Das Vorhaben erschien so kühn, dass es erhebliche Bedenken gab, die Idee umzusetzen. Schließlich wurden ihm zehn Linienschiffe, eine Korvette und mehrere kleinere Schiffe mit insgesamt 2.800 Mann anvertraut. Eine Gruppe von „Kapitalisten“ übernahm die Kosten für die Ausrüstung unter der Bedingung, dass sie am Gewinn beteiligt wurde. Am 9. Januar 1697 verließ Pointis Brest an Bord der Sceptre.
Am 1. März traf er in Saint-Domingue ein. Dort schlossen sich ihm ein Korps aus 650 Freibeutern und 400 freigelassenen schwarzen Freiwilligen an, sowie eine Fregatte und verschiedene Schiffe zur Verstärkung seiner Streitkräfte, die von Jean Baptiste du Casse, dem Gouverneur der Kolonie, aufgestellt worden waren. Am 1. April stach die Flotte vom Kap Tiburon in See und erreichte Cartagena am 12. desselben Monats. Das Fort Bocachica und andere Posten, die den Zugang zum Ort verteidigten, wurden eingenommen. Pointis, an der Brust verwundet, musste am Tag des Angriffs weggetragen werden. Nach mehreren Tagen des Bombardements kapitulierte die Stadt am 2. Mai. Auf Befehl des Königs wurde die Besetzung des Ortes angeordnet, und Du Casse wurde zum Gouverneur ernannt. Doch schon bald breitete sich eine Krankheit unter den Truppen aus, und die Franzosen waren gezwungen, sich an Bord ihrer Schiffe zurückzuziehen, nachdem sie zuvor die Befestigungen gesprengt hatten. Die während der Expedition erbeuteten Reichtümer wurden auf zehn Millionen Pfund bzw. 9 bis 13 Millionen Livres in Silber, Barren und Edelsteinen geschätzt und umfasste auch eine außergewöhnliche Menge an Silberwaren, darunter auch sakrales Gerät aus Kirchen, das Ludwig XIV. später zurückgab. Die Freibeuter unter Du Casse behaupteten später, die Verteilung der Beute sei zu ihren Ungunsten verlaufen und ihr Anteil sei geringer als versprochen.
Als das Geschwader am 1. Juni wieder in See stach, erkrankte Pointis so stark an Gelbfieber, dass er das Kommando an einen anderen Offizier abgeben musste. Die Flotte segelte in Richtung Saint-Domingue, als der Intendant von Martinique eine Warnung aussandte, wonach ein englisches Geschwader von dreizehn Schiffen dort auf sie wartete. Pointis, der sich langsam erholte, hielt eine Beratung ab, die einstimmig die Abfahrt über den Bahamakanal beschloss. Unterwegs versorgte er die französischen Besitzungen in Neufundland mit Nachschub.
Trotzdem kamen in der Nacht vom 6. auf den 7. Juni 29 britische Schiffe in Sicht. Pointis verfügte damals nur über sieben Linienschiffe und drei Fregatten, deren Besatzungen zu mehr als die Hälfte krank waren. Trotz dieser ungleichen Stärke zögerte er nicht, sich zum Kampf zu formieren. Der Feind erbeutete eine treibende Fleute, einige Freibeuter und sein Lazarettschiff. Pointis, entschlossen, sich bis zum Äußersten zu verteidigen, rettete dennoch die Transportschiffe und entkam durch geschicktes Manövern den Engländern, die sich bereits als Herren der Schätze wähnten. Während der Gefechte hatte sich sein Konvoi allerdings zerstreut und die Vorsicht gebot ihm, sie nicht neu zu gruppieren. Er setzte seine Reise nach Europa fort und erbeutete unterwegs eine Prise. Am 24. August traf er auf sechs englische Schiffe. Das Gefecht dauerte vier Stunden, wurde aber durch Einbruch der Dunkelheit unterbrochen, und Pointis gelang erneut die Flucht. Er traf am 29. August in Brest ein, und auch seine weiteren Schiffe erreichten nacheinander französische Häfen. Die Cartagena-Expedition war Pointis' größte Waffenleistung und sein berühmtester Feldzug. Dieser Raubzug war ein voller Erfolg, brachte Pointis Reichtum und die Gunst von König Ludwig XIV. ein. Am 27. September empfing ihn der König in Fontainebleau. Pointis machte ihm einen faustgroßen Smaragd zum Geschenk. Die Freibeuter Ducasse und Galifet, der eine Gouverneur, der andere Leutnant des Königs in Saint-Domingue, beschwerten sich beim König über die Aufteilung der Beute, die Pointis gemacht hatte. Sie kehrten nach Cartagena zurück, um die Plünderung zu ihrem eigenen Vorteil abzuschließen.

#### Spanischer Erbfolgekrieg

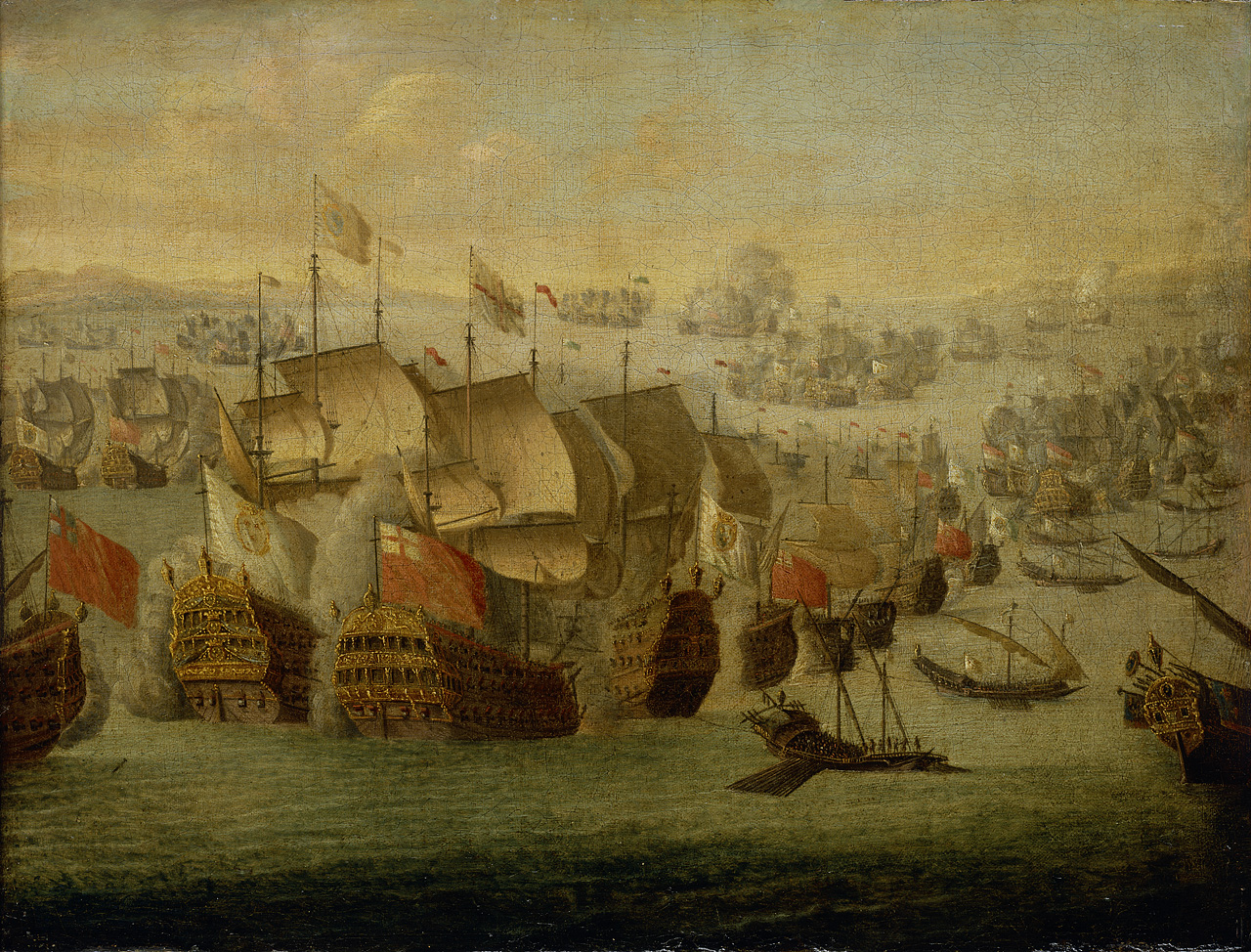
Schlacht bei Vélez-Málaga, 24. August 1704.

1699 wurde er zum Chef d’escadre des Languedoc befördert und kommandierte im folgenden Jahr ein Geschwader vor der Küste von Salé. Nach dem Tod von Jean Bart im Jahr 1702 wurde Pointis das Kommando über die Freibeuter von Dünkirchen übertragen. Da er jedoch wenig Erfahrung in der Kaperei hatte und eher an die Seefahrt im Mittelmeer gewöhnt war, wurde er bald durch den Chevalier de Saint-Pol ersetzt.
Während des Spanischen Erbfolgekriegs kommandierte er ein Schiff der Seestreitkräfte des Grafen von Toulouse, die am 24. August 1704 vor der Küste von Malaga gegen die Engländer kämpften. Anschließend wurde er mit zehn Linienschiffen, neun Fregatten und 3.000 Marinesoldaten abkommandiert, um ab Oktober 1704 das spanische Korps bei der Belagerung von Gibraltar zu unterstützen. Sein Geschwader musste jedoch zur Versorgung zunächst Cádiz anlaufen und ließ lediglich fünf Fregatten in der Bucht zurück. Am 9. Dezember kehrte Pointis zurück, um gegen den Feind zu kämpfen, doch Gegenwind durchkreuzte seine Pläne. Dennoch gelang es ihm, drei Schiffe zu erobern.

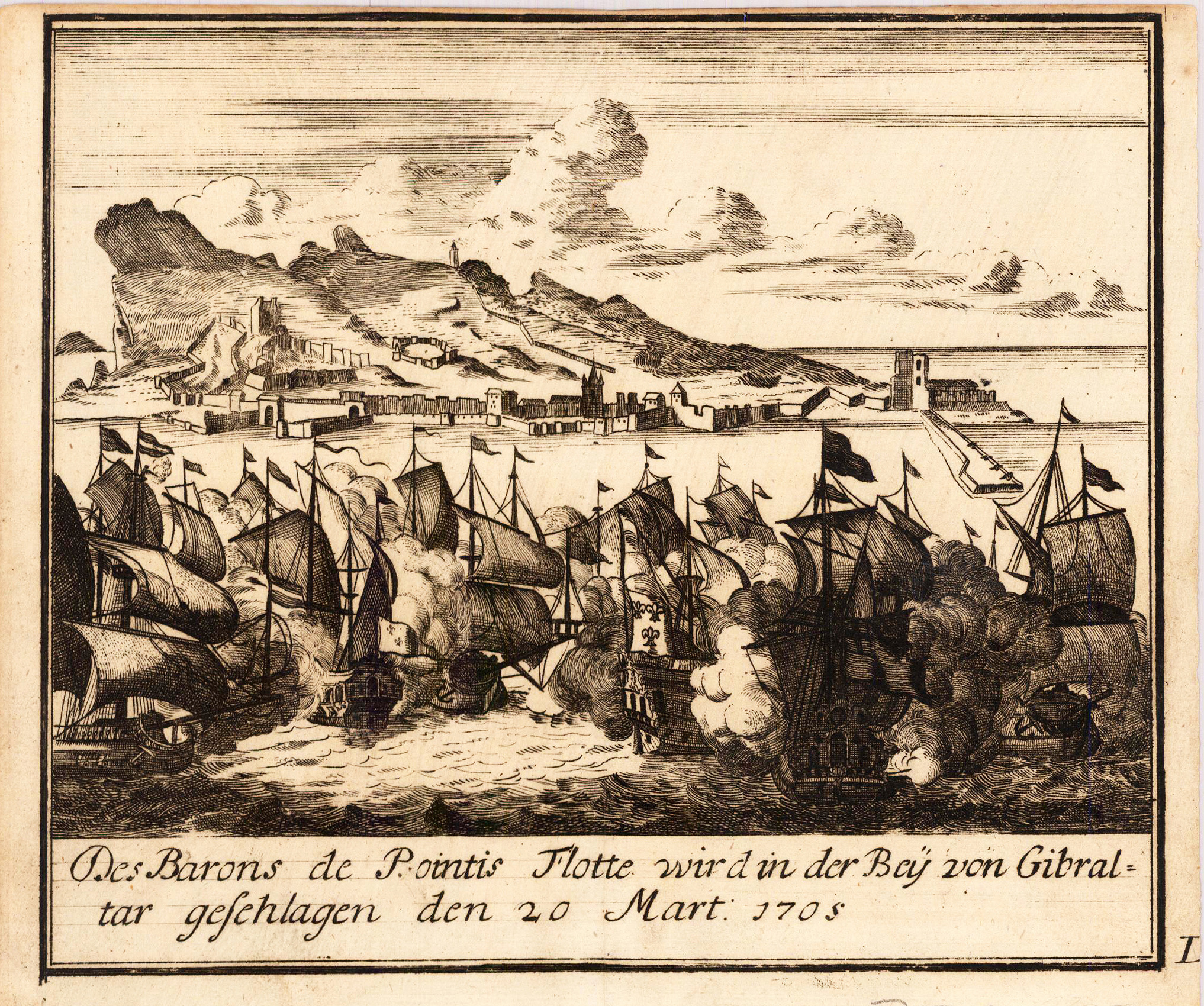
Angriff auf den Felsen von Gibraltar durch Geschwaderführer de Poinis, 1705

Er wurde zum Maréchal de camp der Armeen König Ludwigs XIV. und Generalleutnant (eventuell ist Lieutenant-général (deutsch: Vizeadmiral) gemeint) von Spanien ernannt und trat in die Dienste Philipps von Anjou, der inzwischen zum spanischen König ausgerufen worden war. Gegen seinen Wunsch wurde er 1705 erneut zur Seebelagerung von Gibraltar ausgesandt. Am 16. März erreichte er den Hafen mit 13 Schiffen. Am 18. März trieb schweres Wetter acht Schiffe fort, die in Málaga Zuflucht suchten. Drei Tage später traf der britische Admiral Leake mit 35 Schiffen vor Ort ein. Um sein deutlich unterlegenes Geschwader von nur noch fünf Schiffen nicht unnötig zu opfern, ließ Pointis die Ankertaue kappen und wollte sich zurückziehen. Er schaffte es, Gibraltar zu umrunden. Die Besatzungen waren jedoch durch Krankheiten geschwächt und die Schiffe reparaturbedürftig. Somit wurde die Gruppe nach zweistündiger Verfolgung eingeholt. Das erste französische Schiff leistete wenig Widerstand. Die anderen vier verteidigten sich energisch. De Pointis, de Lauthier und Estenduère schafften es, durch die feindliche Flotte zu segeln, setzen ihre Schiffe vor Marbella, westlich von Málaga, auf Grund und steckten sie in Brand. Diese Niederlage hätte vermieden werden können, wenn de Pointis vorsorglich einige leichte Schiffe vor Kap Saint Vincent stationiert hätte, um von den Feindbewegungen gewarnt zu sein. Nach diesem Misserfolg zog sich Pointis aus dem aktiven Dienst zurück.
Er zog in ein Landhaus in Champigny bei Paris, starb jedoch dort schon am 24. April 1707 im Alter von 62 Jahren.

## Werk
- Relation de l’expédition de Carthagène faite par les François en 1697. Schelte. Amsterdam. 1698. 143 Seiten.